# Marie Holková
Marie Holková (21. května 1908 Vítkovice – 6. prosince 2002 Mukařov) byla česká katolická učitelka, spisovatelka a překladatelka.
Na počátku své spisovatelské kariéry vytvořila řadu (převážně rozhlasových) pohádek a knih pro děti, později ale pak zejména životopisů světců a dalších osobností římskokatolické církve. Za komunistického režimu žila v zahraničí. V Česku směly její knihy vycházet před rokem 1948 a poté až po roce 1989, mezi tím se však objevovaly její samizdatové překlady knih z francouzštiny a angličtiny. Její knihy vyšly v řadě jazyků, mimo jiné češtině, angličtině, francouzštině a slovenštině.

## Výběr z díla

### Pohádky a knihy pro mládež
- Děvče z tichého městečka – román pro mládež
- Královnin prsten – pohádka o pěti dějstvích
- Popelka – pohádka o čtyřech dějstvích
- Na stříbrném obláčku – soubor pohádek

### Životopisy
- Kdyby lásky neměl – životopis arcibiskupa Stojana
- Matka Vojtěcha – životopis matky Marie Vojtěchy Hasmandové
- Terezka Martinová – životopis sv. Terezie z Lisieux zpracovaný pro mládež
- Tisíc tomu let – životopis sv. Václava zpracovaný pro mládež
- Tvář plná světla – životopis sv. Františka Saleského zpracovaný pro mládež

### Ostatní
- Hodina před půlnocí – sbírka povídek
- Novéna ke svaté Anežce České
- Větrný kůň – historický román